# Alfa (folyóirat)
Az Alfa magazin a Nemzetközi Újságíró Szervezet gyermekmagazinjaként jelent meg az Interpress Magazin (IPM) mellékleteként. 1979. februárjától 1990-ig működött.

## Története
Az IPM szerkesztősége hosszú időn át tervezett egy „mini IPM” jellegű újságot, melyet gyermekek számára szándékoztak készíteni. Amikor a Nemzetközi Újságíró Szervezet úgy döntött, hogy 1979-ben több nyelven megjelenő gyermekmagazint ad ki, a magyar szerkesztőség elsőként publikálta az Alfa magazint Magyarországon.
1978 decemberében jelent meg egy mintaszám, majd 1979 februárjától minden második hónapban jelent meg a lap, amely az Athenaeum Nyomdában, rotációs mélynyomással készült. 1990-ben formátumot váltott, nagy alakban folytatódott 2 szám erejéig, végül 1990-ben jelent meg az utolsó száma.
Legendás képregények jelentek meg lapjain: Asterix, Willám Will (Lucky Luke), Leonardo és egyéb történelmi képregények (az amerikai polgárháborúról, a második világháborúról).

## Szerkesztőség
- Főszerkesztő: Ivanics István, Dávid Csaba (1989. október: felelős szerkesztő, december: főszerkesztő)
- Szerkesztő: Hosszú Ferenc, Tótfalusi István; Szuhay Havas Ervin, Dávid Csaba, Süle Gábor